# Landespolizeischule Niedersachsen

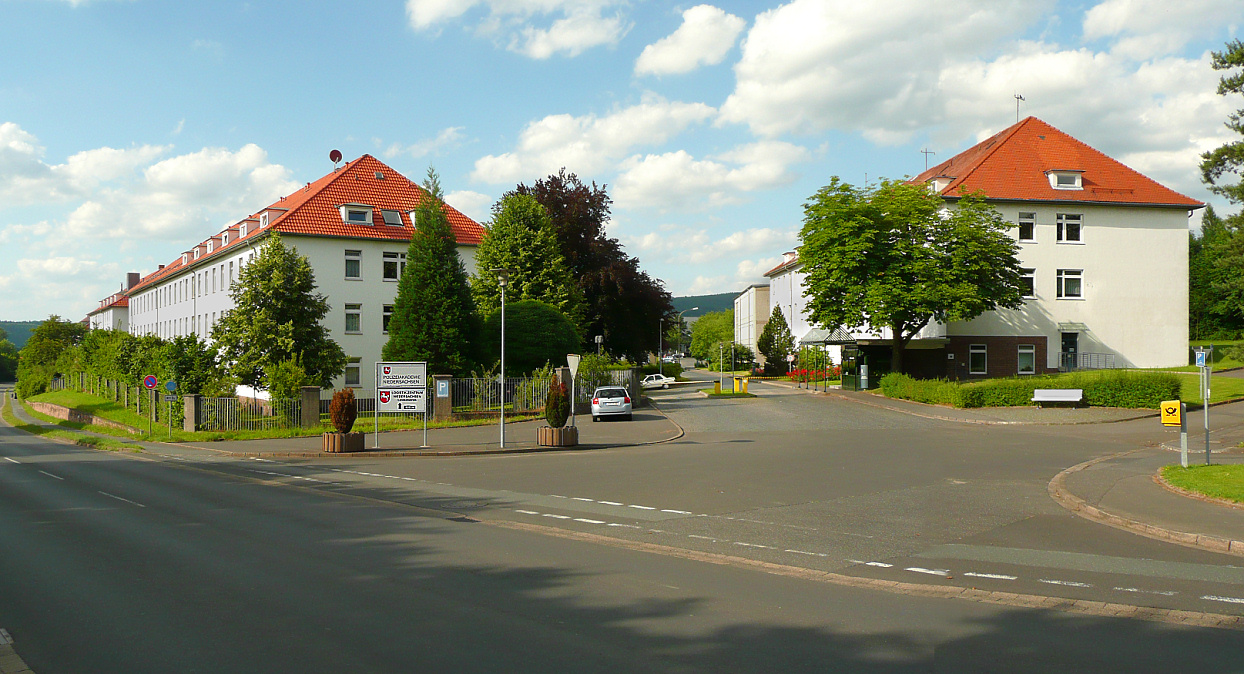
Eingang der früheren Landespolizeischule Niedersachsen, heute Polizeiakademie Niedersachsen

Die Landespolizeischule Niedersachsen (LPSN) war eine Polizeischule mit Hauptsitz in Hann. Münden, die von 1946 bis 1997 die Polizeiausbildung und -fortbildung der Landespolizei in Niedersachsen betrieben hat. 1997 wurde sie in das Bildungsinstitut der Polizei (BIP NI) umgewandelt, das 2007 in die Polizeiakademie Niedersachsen mit Sitz in Nienburg/Weser überging. Trotz der Umorganisierungen ist die Liegenschaft in Hann. Münden seit dem Zweiten Weltkrieg der zentrale Standort für die Aus- und Fortbildung der Polizei Niedersachsen, heute als stark ausgelastete Außenstelle der Polizeiakademie.

## Liegenschaft

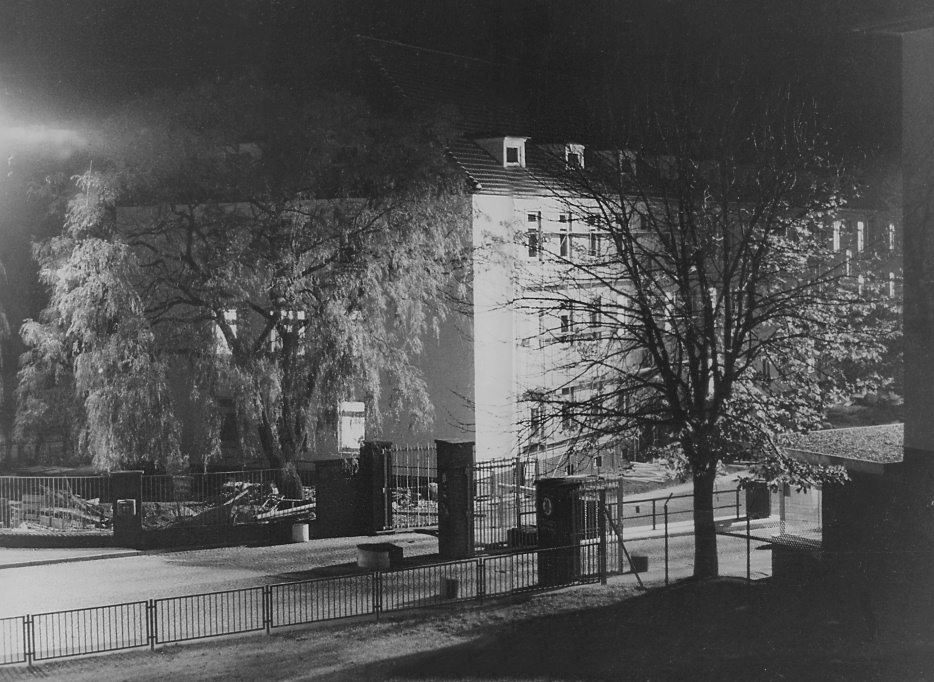
Eingangsbereich, 1976

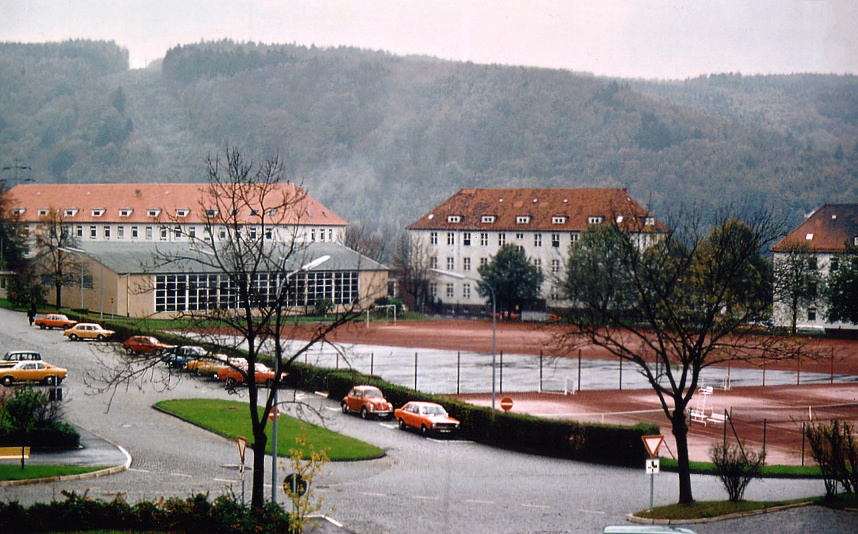
Blick auf das Gelände, 1976

Die Polizeischule entstand 1946 in der ehemaligen Gneisenau-Kaserne der Wehrmacht in Hann. Münden. Die 1934 in der Zeit des Nationalsozialismus errichtete Militäranlage entstand auf dem Gimter Feld nahe dem Ortsteil Gimte. Wegen ihrer Nähe zur Weser gab es eine Nutzung durch Pioniereinheiten, die in Hann. Münden eine lange Tradition haben. Gegen Ende des Zweiten Weltkriegs war ein Teil des Oberkommandos des Heeres in der Kaserne einquartiert. Am 30. und 31. März 1945 war Hann. Münden Ziel von Luftangriffen durch US-amerikanische Bomberverbände, bei denen 32 Menschen getötet und 50 schwer verletzt wurden. Auch die Gebäude der Gneisenau-Kaserne waren durch Bombentreffer erheblich beschädigt worden.

## Gründung auf der Weisung der Militärregierung
Unmittelbar nach Ende des Zweiten Weltkriegs entstand auf Weisung der britischen Militärregierung eine regionale Polizeischule in Hannover. Sie war für die damalige Region Hannover innerhalb der britischen Besatzungszone bestimmt, was etwa dem Gebiet des heutigen Niedersachsens entsprach. Die Schule begann im September 1945 als "Schule der Ordnungspolizei-Region Hannover" ihren Lehrbetrieb, der in einer Wehrmachts-Kaserne am Welfenplatz stattfand. Da die Briten beim Wiederaufbau des deutschen Polizei eine Kommunalisierung betrieben, gab es ab Ende 1945 weitere örtliche Polizeischulen bei den Regierungsbezirken (RB) im Gebiet des heutigen Niedersachsens. Das waren Unterrichtsorte in Aurich (RB Aurich), Querum (Stadt und RB Braunschweig), Eldagsen (RB Hannover), Bad Salzdetfurth (RB Hildesheim), Steinhorst (RB Lüneburg), Oldenburg (RB Oldenburg), Bramsche (RB Osnabrück), Neuhaus (Oste) (RB Stade).
Im Mai 1946 wurde auf Befehl der britischen Militärregierung die Polizeiausbildung im Gebiet des heutigen Niedersachsens zentralisiert und nach Hann. Münden verlegt. Um den Sitz als Polizeischule hatten sich 27 Städte in der britischen Besatzungszone beworben. Hauptkriterium für die Auswahl zugunsten von Hann. Münden waren die großzügigen räumlichen Bedingungen in der Gneisenau-Kaserne. Ein britisches Bataillon räumte sie, damit die Polizeischule aus Hannover im Mai 1946 einziehen konnte. Die anderen örtlichen Ausbildungsstellen bei den Regierungsbezirken wurden noch 1946 aufgelöst.

## Lehrbetriebsanfänge

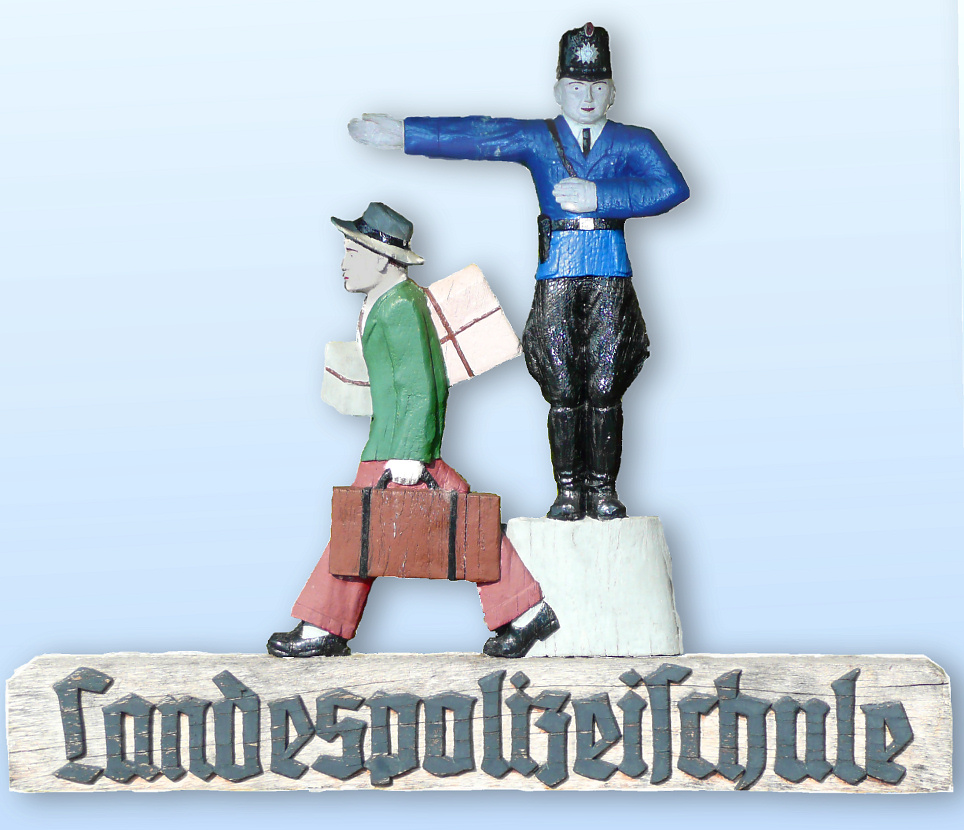
Altes Begrüßungsschild für Polizeischüler

Am 11. Juni 1946 begann der erste Polizeianwärterlehrgang in Hann. Münden. Der Lehrbetrieb lief unter den schlechten äußeren Gegebenheiten der Nachkriegszeit an. Die Gebäude wiesen Schäden durch amerikanische Bombenangriffe und Plünderungen durch die Bevölkerung auf. Nachdem im November 1946 das Land Niedersachsen gegründet worden war, trug die Polizeischule ab dem 1. Januar 1947 die Bezeichnung Polizeischule des Landes Niedersachsen. In den ersten Jahren ihres Bestehens wurde der Lehrgangsbetrieb häufiger für längere Zeit unterbrochen. 1947 schloss die Schule für zwei Monate, weil kein Heizmaterial vorhanden war. Im selben Jahr ruhte der Betrieb nochmals, weil bis zu 500 Polizeianwärter bei der ersten Hannover Messe eingesetzt waren, die große Bedeutung für den wirtschaftlichen Aufschwung des neu gegründeten Landes hatte. 1948 gab es zeitweise keinen Unterricht, weil viele Beamte Dienst bei Verkehrskontrollen an der "Zonengrenze" im Zusammenhang mit der Berlin-Blockade verrichteten. Erst ab 1951 trug die Schule die langjährige Bezeichnung Landespolizeischule Niedersachsen.

## Etablierung

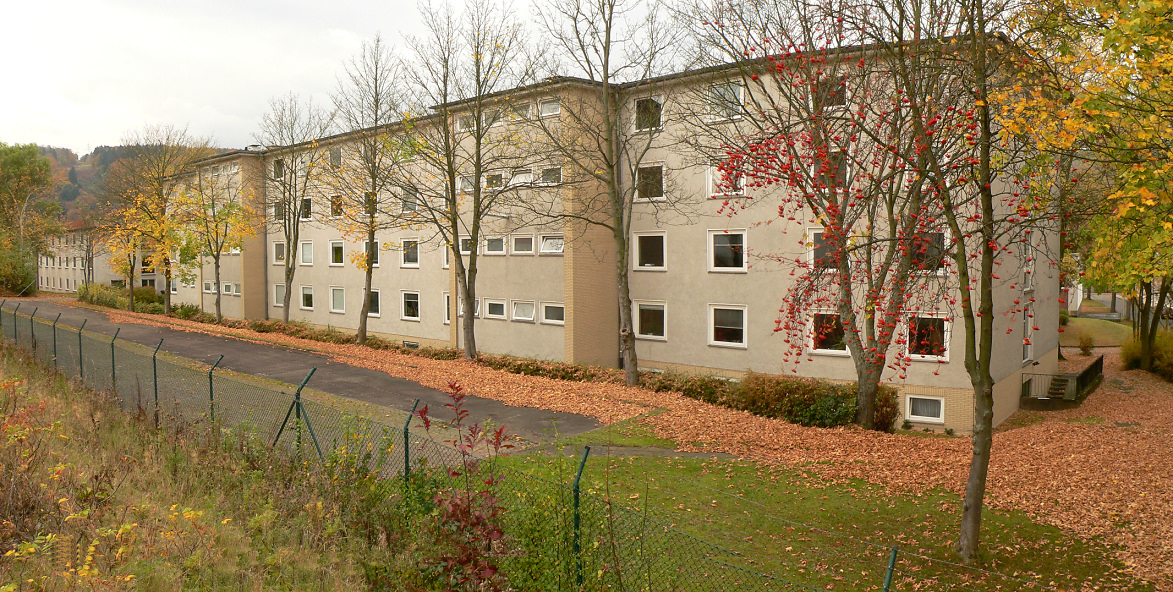
Unterkunftsgebäude aus den 1970er Jahren

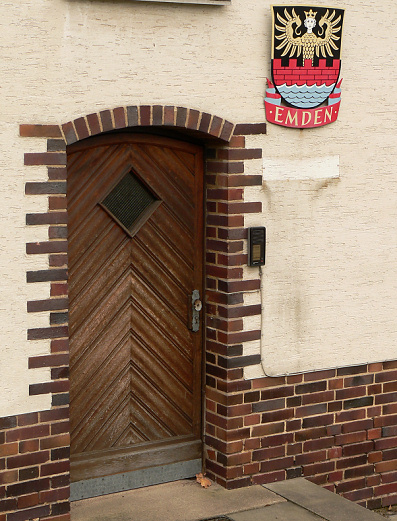
Benennung der Unterkunftsgebäude nach Städten in Niedersachsen, hier: Haus Emden

Zu Beginn noch unter britischer Aufsicht und Kontrolle entwickelte sich die Polizeischule im Laufe der Zeit zu einer modernen Ausbildungsstätte der Polizei Niedersachsen. Die umfangreichen Aus- und Fortbildungsaufgaben umfassten unter anderem die:
- Grundausbildung von Polizeianwärtern
- Laufbahnlehrgänge
- Aufstiegsausbildung
- Fortbildungslehrgänge

Die Lehrgänge waren hauptsächlich für Angehörige der Schutz- und Kriminalpolizei ausgerichtet. Sie betrafen auch weitere Personenkreise, wie Übernahmelehrgänge für Bundeswehr- und Bundesgrenzschutzangehörige. Eine außergewöhnliche Beschulung war die Unterweisung von Lagerführern für die Lager von Displaced Persons kurz nach Ende des Zweiten Weltkriegs.
Die Baulichkeiten der früheren Kaserne wurden im Laufe der Zeit den polizeilichen Bedürfnissen angepasst. Es entstanden unter anderem neue Lehrsaalgebäude, weitere Wohnunterkünfte, eine Sporthalle, ein Schießkeller, Sportplätze, eine Bibliothek und ein großer Speisesaal. Auf einem angrenzenden Grundstück entstand 1996 das Logistik Zentrum Niedersachsen als Ausstatter der Polizei und anderer niedersächsischer Behörden.
In den 1970er Jahren hatte die Landespolizeischule ihre höchste Auslastungszahl in der Aus- und Fortbildung von Polizeibeamten. Verpflegungsstärken bis zu 1400 Personen pro Tag waren keine Seltenheit. Die Gesamtzahl der ausgebildeten Personen an der LPSN ist wegen der Vielzahl der angebotenen Lehrgänge nicht bekannt, sie dürfte aber im Bereich von mehreren Zehntausend Personen liegen. Ihre Grundausbildung absolvierten zwischen 1950 und 1976 14.000 Polizeibeamte in einem Grundlehrgang, den 12.500 bestanden.

## Weitere Standorte
Aufgrund der hohen Auslastung der Landespolizeischule in Hann. Münden ab den 1970er Jahren wurden in Niedersachsen Zweigstellen eingerichtet um die große Anzahl der Polizeibeamten beschulen zu können. Es gab zeitweise weitere Standorte in:
- Uelzen 1964–1979
- Sögel 1970–1974
- Bad Iburg 1973–2004 (Iburger Schloss)
- Wolfenbüttel 1974–1983
- Huntlosen 1975–1983
- Hohegeiß 1979–1996
- Liebenau 1980–1990

## Auflösung unter Standortbeibehaltung
Die Landespolizeischule Niedersachsen wurde am 30. April 1997 nach 51 Jahren ihres Bestehens aufgelöst und in das Bildungsinstitut der Polizei Niedersachsen (BIP NI) umgewandelt. Der Hauptsitz dieser neuen Polizeieinrichtung blieb weiterhin in Hann. Münden. Sie übernahm die gesamte Fortbildung der etwa 22.500 Bediensteten der Polizei in Niedersachsen. Die Neuausbildung ging als an die "Fakultät Polizei" der Niedersächsischen Fachhochschule für Verwaltung und Rechtspflege in Hildesheim. Hann. Münden fungierte dabei als ihre Außenstelle.
Bei der Reform der polizeilichen Aus- und Fortbildung in Niedersachsen kam es am 1. Oktober 2007 zu einer weiteren Umorganisation. Die Fachhochschule und das Bildungsinstitut wurden zur Polizeiakademie Niedersachsen mit Hauptsitz in Nienburg/Weser zusammengeführt. Der seitdem weiterhin gut ausgelastete Studienort Hann. Münden ist neben Oldenburg eine von zwei Zweigstellen der Akademie.